# The Only Thing
The Only Thing è un film muto del 1925 diretto da Jack Conway.

## Trama
La Principessa Thyra di Svenborg arriva a Chekia per sposare il suo vecchio e brutto re, ma Harry il duca di Chevenix si innamora di lei. Mentre scoppia una rivoluzione e il re viene assassinato.